# Attinencjusz
Attinencjusz – polski herb szlachecki z nobilitacji.

## Opis herbu
W polu barwy niewiadomej kolumna barwy niewiadomej. Na prawo od niej lew wspięty w lewo, nad nim gwiazda. Na lewo gryf wspięty, nad nim gwiazda. Klejnot: Kula armatnia z trzema płomieniami w rosochę.

## Najwcześniejsze wzmianki
Nadany w 1793 roku Karolowi Jonatanowi Zugehoer.

## Herbowni
Attinencjusz, Zugehoer.